# Knee Surgery, Sports Traumatology, Arthroscopy
Knee Surgery, Sports Traumatology, Arthroscopy, abgekürzt Knee Surg. Sports Traumatol. Arthrosc., ist eine wissenschaftliche Fachzeitschrift, die vom Springer-Verlag im Auftrag der European Society of Sports Traumatology, Knee Surgery and Arthroscopy veröffentlicht wird. Die Zeitschrift erscheint mit zwölf Ausgaben im Jahr. Es werden Arbeiten veröffentlicht, die sich mit der chirurgischen Behandlung von Sportverletzungen, Knieoperationen und arthroskopischen Eingriffen beschäftigen.
Der Impact Factor lag im Jahr 2014 bei 3,053. Nach der Statistik des ISI Web of Knowledge wird das Journal mit diesem Impact Factor in der Kategorie Chirurgie an 31. Stelle von 198 Zeitschriften, in der Kategorie Orthopädie an siebenter Stelle von 72 Zeitschriften und in der Kategorie Sportwissenschaften an neunter Stelle von 81 Zeitschriften geführt.